# Ceresium vacillans
Ceresium vacillans là một loài bọ cánh cứng trong họ Cerambycidae.